# Briza humilis
Briza humilis är en gräsart som beskrevs av Friedrich August Marschall von Bieberstein. Briza humilis ingår i släktet darrgrässläktet, och familjen gräs. Inga underarter finns listade i Catalogue of Life.

## Bildgalleri

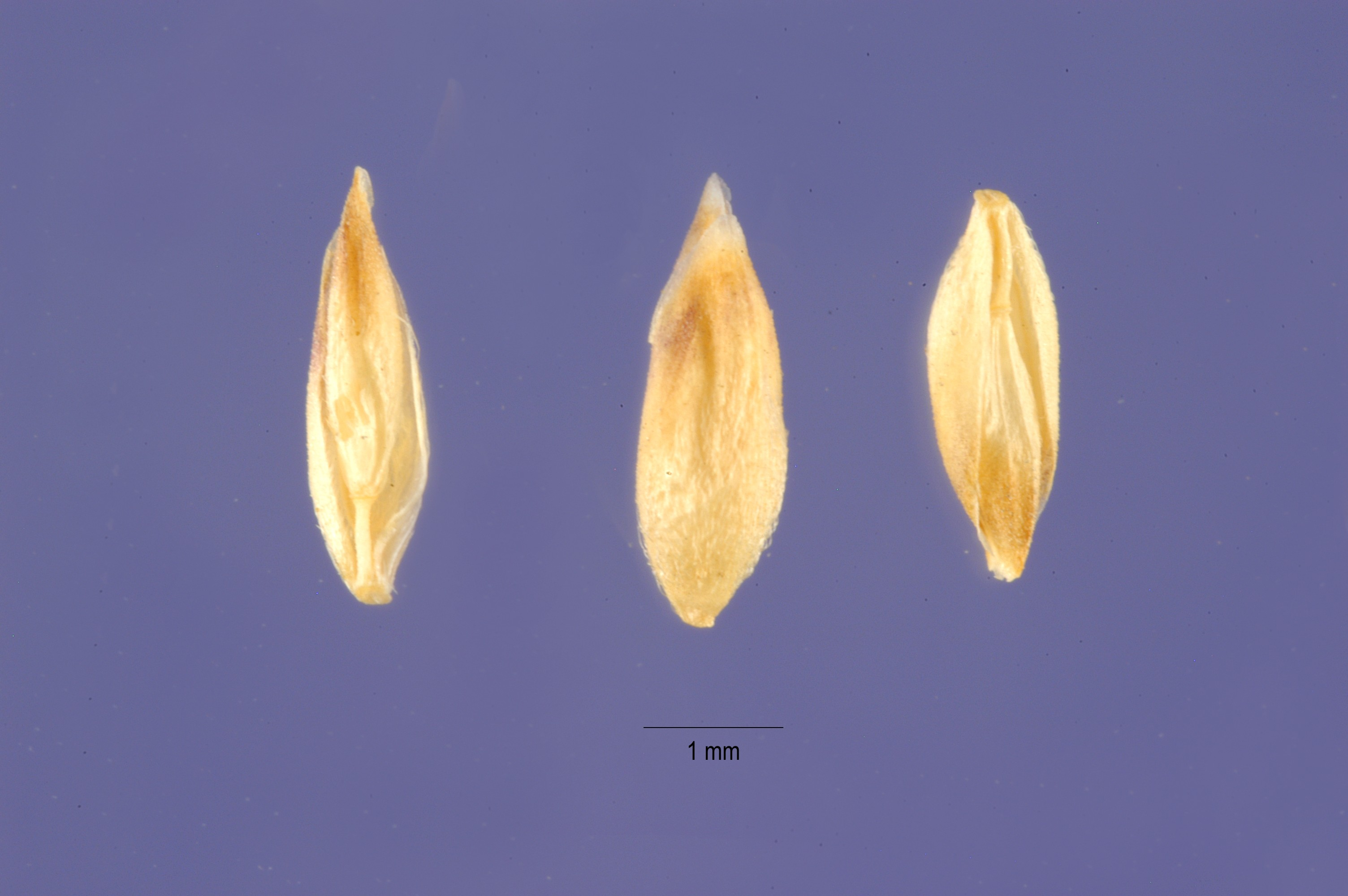